# Ever Since Eve (film fra 1921)
Ever Since Eve er en amerikansk stumfilm fra 1921 af Howard M. Mitchell.

## Medvirkende
- Shirley Mason som Célestine Le Farge
- Herbert Heyes som Carteret
- Eva Gordon som Lorita
- Eunice Murdock Moore som Svenson
- Charles Spere som Percy Goring
- Frances Hancock som Mrs. Kerry
- Ethel Lynne
- Louis King som Gerald O'Connor